# Фусими, Хирохидэ
Граф Хирохидэ Фусими (яп. 伏見 博英 Фусими Хирохидэ, 4 октября 1912 — 26 августа 1943) — японский военно-морской офицер, представитель одной из младших ветвей японской императорской фамилии. Погиб при исполнении служебных обязанностей во время Второй мировой войны.

## Биография
Родился под именем принц Хирохидэ (博英王). Четвертый (младший) сын маршала флота, принца Фусими Хироясу (1875—1946), 23-го главы дома Фусими-но-мия (1923—1946). Старшие братья — принцы Фусими Хироёси, Катё Хиротада и маркиз Катё Хиронобу.
В октябре 1932 года принц Хирохидэ заседал в Палате пэров Японии. 1 апреля 1936 года по приказу императора Хирохито принц Фусими Хирохидэ отказался от статуса имперского принца и получил титул графа (хакусяку) с правом создания своего собственного рода.
Окончил 62-й класс Военной академии Императорского флота Японии. Хирохидэ решил продолжать военную карьеру и дослужился до чина лейтенант-коммандера. 21 августа 1943 года граф Фусими Хирохидэ погиб, находясь на военной службе. Его самолет был сбит над заливом Бони, у острова Сулавеси в Индонезии.
Его могила находится на кладбище Аояма в Токио.

## Браки и дети
Первая жена (с 1936 года) — Томоко Янагисава (29 октября 1917 — 14 ноября 1939), младшая дочь графа Ясуцугу Янагисавы. Трое дочерей:
- Фусими Мотоко (род. 11 августа 1937), муж — Домото Тайдзо;
- Фусими Кадзуко (род. 1 декабря 1938);
- Фусими Джунко (умерла в младенчестве).

Вторая жена (с 1942 года) — Садако Курода (род. 1 июня 1915), единственная дочь барона Нагатоси Куроды. У супругов родилась одна дочь:
- Фусими Ёсико (род. 7 июня 1943), муж — Ино Кодзоу (род. 1 января 1941).